# Hawaiian Agricultural Company Railroad
Die Hawaiian Agricultural Company Railroad ist eine ehemalige Eisenbahngesellschaft in Hawaii (Vereinigte Staaten). Die im Süden der Insel Hawaii gelegene Bahn wurde 1880 als nicht-öffentliche Plantagenbahn durch die Hawaiian Agricultural Company eröffnet und verband eine Zuckerrohrplantage bei Pahala mit dem Hafen in Punaluu. Die etwa zehn Kilometer lange Strecke hatte zunächst eine Spurweite von zwei Fuß (610 mm), wurde jedoch 1903 auf drei Fuß (914 mm) umgespurt. Ab 1893 fand auch Personenverkehr für Touristen statt, die Bahn blieb jedoch nicht-öffentlich.
Die südlichste Eisenbahn Hawaiis wurde 1929 bis auf etwa anderthalb Kilometer am Hafen bei Punaluu stillgelegt und abgebaut. Noch bis 1945 verkehrten im Hafengebiet Züge.